# Parabathymyrus oregoni
Parabathymyrus oregoni és una espècie de peix pertanyent a la família dels còngrids.

## Hàbitat
És un peix marí, demersal i de clima tropical.

## Distribució geogràfica
Es troba a l'Atlàntic occidental central: la Guaiana Francesa.

## Observacions
És inofensiu per als humans.